# Uns Troço do Só Mascarenhas
Uns Troço do Só Mascarenhas é o primeiro livro do músico, jornalista e agora escritor brasileiro Carlinhos Carneiro, publicado em 2014 pela Editora Stereophonica. As ilustrações na primeira edição foram feitas por Carla Barth. Foi lançado presencialmente na 60ª edição da Feira do Livro de Porto Alegre. ISBN (International Standard Book Number) 978-85-66682-01-4.

## O Livro
A maioria dos textos contidos são retirados de uma página na internet administrada pelo autor. São vários contos do personagem "Só Mascarenhas" que é um escritor falecido que insiste em viver e mora em Aceguá, na fronteira Brasil - Uruguai.
O autor Carlinhos Carneiro descreve o livro da seguinte forma: "Tentei não interferir muito no material do Só Mascarenhas, por mais que ele seja eu mesmo, dessa maneira e o mantive como a mim “veio”: às vezes tem título e às vezes não; algumas contrações e combinações de palavras são bobas e inúteis e podem incomodar; a concordância, tanto nominal quanto verbal, vai pras cucuias; em alguns textos, ele usa letras maiúsculas e minúsculas; noutros, ele só usa minúsculas; entre outros tantos “erros” que vocês vão encontrar por aí – que, acredito, existem em função de terem origem em diferentes dimensões e tempos por onde ele esteja atravessando na realidade eletroespiritual que faz de moradia, enquanto “envia” os textos pra mim. Então, preparem-se:  Os bagulho que vocês vão ler agora são recheados dumas coisa caótica!"

### O Só Mascarenhas
Só Mascarenhas vive na fronteira entre o Brasil e o Uruguai, entre o real e o imaginário, entre a caturrita e o papagaio. Ele tem uma coleção de chaveiros, e também uma de lápis – herdadas de seu avô paterno –, mas a coleção à qual ele mais se dedica é a de moedas.
O autor descreve a forte ligação entre ele e o personagem: "Esse papo das coleções, eu sei, não precisava estar aqui, não nessa parte do livro, e não sei nem se em alguma outra parte, mas ele fez questão que eu colocasse. Ele é assim. Ele chega pertinho e me pede mandando que eu faça tal ou tal coisa, escreva xis ou xis palavras, e eu tenho mais é que fazer e escrever. Quem sou eu pra dizer que não?"